# Línea Kashima Rinkō
La Línea Kashima Rinkō (鹿島臨港線 Kashima Rinkō-sen?) es una línea férrea  de carga en la Prefectura de Ibaraki, administrada por Kashima Rinkai Railway.

## Características
La línea posee 4 estaciones, la estación 01 inicial Kashima Soccer Stadium enlaza con la Línea Kashima  y la Línea  Ōarai Kashima.
La Línea  Kashima Rinkō es una vía férrea de 19,2 km no electrificada.

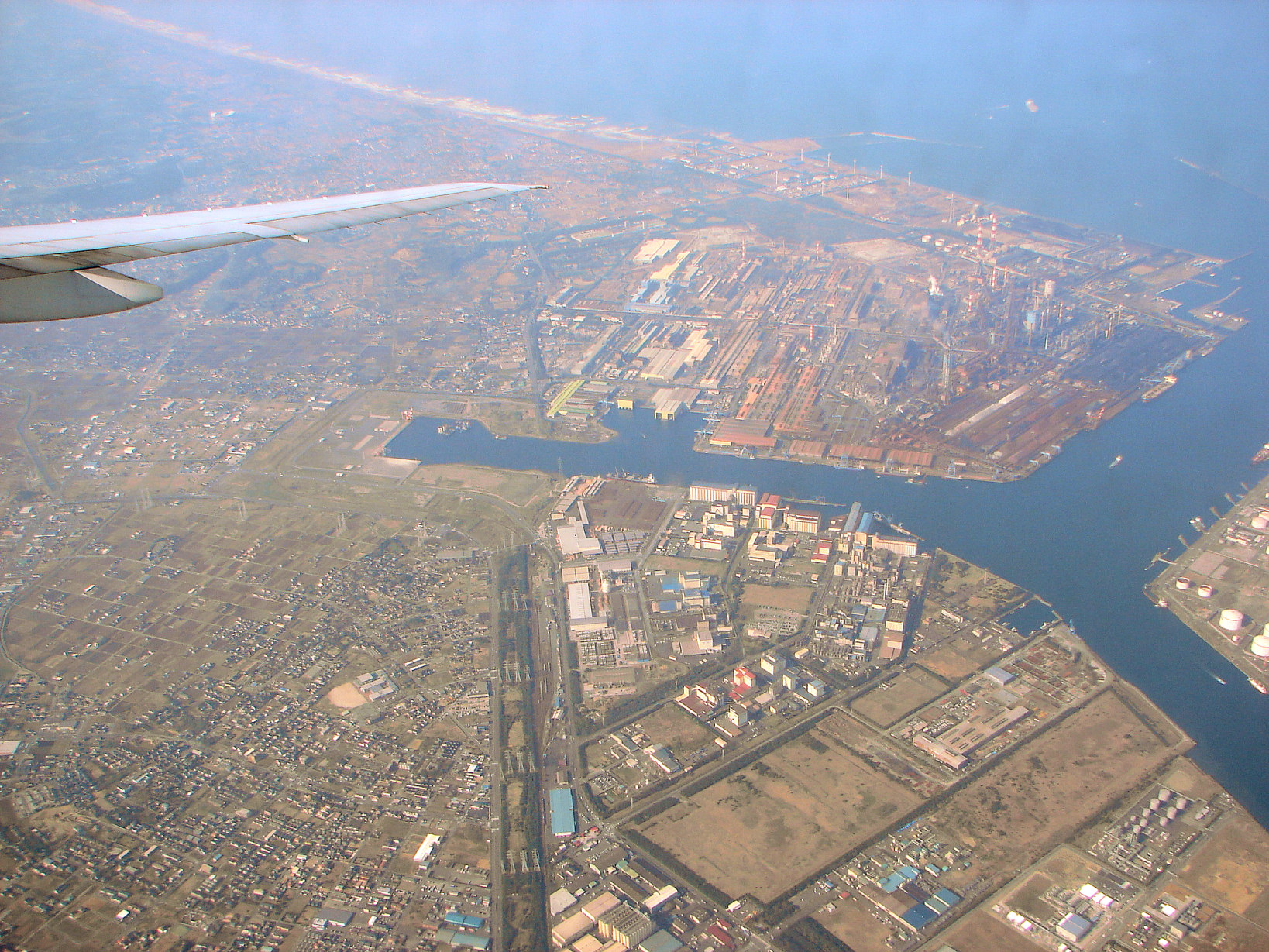
Zona portuaria del Puerto de Kashima.

## Estaciones
| N.º | Nombre de la estación (español y japonés) | Nombre de la estación (español y japonés) | Entre estación (km) | Distancia total (km) | Conexiones                        | Localización |
| --- | ----------------------------------------- | ----------------------------------------- | ------------------- | -------------------- | --------------------------------- | ------------ |
| 01  | Kashima Soccer Stadium                    | 鹿島サッカースタジアム                    | -                   | 0.0                  | Línea Kashima Línea Ōarai Kashima | Kashima      |
| n/a | Igiri                                     | 居切                                      | -                   | -                    | Cerrada en 1978                   | Kamisu       |
| 02  | Terminal de carga Kamisu                  | 神栖                                      | 10.1                | 10.1                 |                                   | Kamisu       |
| n/a | Kōnoike                                   | 神之池                                    | -                   | -                    | Cerrada en 1976                   | Kamisu       |
| n/a | Kashimakōnan                              | 鹿島港南                                  | -                   | -                    | Cerrada en 1983                   | Kamisu       |
| 03  | Terminal de carga Shitte                  | 知手                                      | 6.3                 | 16.4                 |                                   | Kamisu       |
| 04  | Terminal de carga Okunoyahama             | 奥野谷浜                                  | 2.8                 | 19.2                 |                                   | Kamisu       |

n/a: no aplica

## Apertura
La línea se abrió el 12 de julio de 1970.